# Hospital Concepción Béistegui

El Hospital Concepción Beistegui fue un hospital de la Ciudad de México, inaugurado en 1886 en el antiguo convento de religiosas concepcionistas. Su destino inicial era el tratamiento de personas sin recursos económicos y menesterosos.En su momento de esplendor llegó a tener entre su personal al 50% de los practicantes de medicina de la Ciudad de México y atendía a enfermos de distintas partes de la república mexicana. Entre 1916 y 1934 albergó también a las instalaciones de la Cruz Roja Mexicana. En 1928 se convirtió en una institución de asistencia privada. El hospital cerró sus puertas en 1984 convirtiéndose tres años después en un asilo de ancianos.

## Fundación
El hospital ubicado en la calle de Regina no. 7 del Centro Histórico de la Ciudad de México fue fundado por voluntad testamentaria de la nacida en Guanajuato doña Concepción Béistegui (1820-1870).

## Directores
Dr. Joaquín Vértiz
Dr. Felipe Ruiz Esparza

## Operatividad
El hospital funcionó desde sus inicios con áreas específicas para la atención de hombres y mujeres, además de existir una sala especial para personas que pudieran pagar la atención. Las instalaciones incluían además de las salas, quirófanos, lavandería, cocina, despensa y la administración; todavía se desconoce si existía una farmacia o botica en el lugar.  Los documentos del archivo han permitido determinar que la población atendida provenía de distintos estados de la república mexicana como Zacatecas, Hidalgo, Puebla, Michoacán, Guanajuato y Yucatán. Asimismo se registraron entre sus pacientes tanto españoles como italianos.
Padecimientos como las enfermedades hepáticas, gástricas, infecciones crónicas, desnutrición, cáncer, tifo, influenza española, epilepsia, alcoholismo, enfermedades venéreas, cálculos biliares, cataratas, entre otras muchos se atendieron en este nosocomio.
Entre los doctores practicantes destacó también Francisco Hernández Gómez quien fuera practicante de medicina en el Hospital Concepción Béistegui y con posterioridad médico de Porfirio Díaz.

## Patronato
Durante la época de la Revolución Mexicana el Hospital se vio en condiciones muy precarias desde 1910 hasta 1927, cuando se decidió crear un patronato. 
El primero de ellos estuvo conformado por los doctores Atanasio Garza, Daniel Gurría Urgel, Mauro Villaseñor; mientras que en el segundo figuraba el doctor y antiguo gobernador del Estado de México Gustavo Baz
Fue en este tiempo en que la Cruz Roja Mexicana tuviera sus instalaciones en dicho hospital, saliendo las ambulancias por la 2a. Calle de San Jerónimo.